# Llista d'episodis d'Històries dels caçadors de monstres: A cavalcar!
Això és una llista d'episodis de l'anime Històries dels caçadors de monstres: A cavalcar! (モンスターハンター ストーリーズ RIDE ON, Monsutā Hantā Sutōrīzu Raido On). Segueix les aventures d'en Lute i els seus amics que es converteixen en riders d'uns monstres anomenats monsties.
Es va estrenar el 2 d'octubre de 2016 al Japó a la cadena de televisió Fuji TV. A Catalunya es va estrenar el 15 d'abril de 2019 al Canal Super3.

## Temporades
| Temporada | Temporada | Episodis | Episodis | Dates d'emissió        | Dates d'emissió       | Dates d'emissió en català | Dates d'emissió en català |
| Temporada | Temporada | Episodis | Episodis | Primera emissió        | Última emissió        | Primera emissió           | Última emissió            |
| --------- | --------- | -------- | -------- | ---------------------- | --------------------- | ------------------------- | ------------------------- |
|           | 1         | 26       | 26       | 2 d'octubre de 2016    | 3 de setembre de 2017 | 15 d'abril de 2019        | 17 de juny de 2019        |
|           | 2         | 41       | 41       | 17 de setembre de 2017 | 25 de febrer de 2018  | 18 de juny de 2019        | 4 d'agost de 2019         |

## Llista d'episodis

### 1a temporada
Opening japonès: Panorama (en la versió catalana la cançó d'obertura és diferent perquè es fa servir el màster internacional, en el qual la cançó canvia)
- Intèrprets: Kanjani∞ (japonès), Edgar Martínez (català)[3]

| Núm. total | Núm. de la temporada | Títol                                                                                                  | Data d'emissió original | Data d'emissió en català |
| --- | -------------------- | --- | ----------------------- | ------------------------ |
| 1 | 1                    | La força dels lligams Kizuna no Chikara (絆の力)                                                       | 2 d'octubre de 2016     | 15 d'abril de 2019       |
| En aquest primer episodi de Caçadors de Monstres, la Lilia, el Lute i el Cheval, acompanyats del seu inseparable Navirou, surten a buscar un ou per poder tenir un monstie propi. La tossuderia del Lute fa que entrin a la Terra Prohibida, on a més de l'ou tan desitjat els esperen altres sorpreses menys agradables. |                      | |                         |                          |
| 2 | 2                    | Ha nascut un Monstie Otomon Tanjō! (オトモン誕生！)                                                    | 9 d'octubre de 2016     | 15 d'abril de 2019       |
| Avui el Lute, el Cheval, la Lilia, la Mille i el Hyoro celebren el ritual del vincle per convertir-se en autèntics riders. Al Cheval se'l mengen els nervis i la Lilia encara no té clar si convertir-se en rider o no per culpa de les estrictes normes que han de complir. Però durant la celebració de la cerimònia, s'acosta un temible Tigrex a Hakum i es veuen obligats a interrompre bruscament el ritual per refugiar-se al poble.     |                      | |                         |                          |
| 3 | 3                    | El poder absolut Zettai Tsuwamono (絶対強者)                                                           | 16 d'octubre de 2016    | 16 d'abril de 2019       |
| Un caçador de monstres anomenat Reverto arriba al poble de Hakum acompanyat d'un airou. El Lute, el Cheval i la Lilia no poden resistir la curiositat de conèixer-lo i de seguida van a parlar-hi. Més tard, acompanyats del Dan, sortiran del poble per guiar el tigrex esgarriat cap a la seva regió i allà tindran l'oportunitat de veure el Reverto en acció i constatar la diferència entre riders i caçadors.                             |                      | |                         |                          |
| 4 | 4                    | El ritual del vincle Kizuna Awase no Gishiki (絆あわせの儀式)                                          | 23 d'octubre de 2016    | 16 d'abril de 2019       |
| El cap Omna envia els quatre joves del poble a la Cascada dels reptes per completar el ritual de vincle que els convertirà definitivament en riders. La Lilia i la Loloa els segueixen d'amagat i, dins d'una cova, uns monstres les ataquen i enverinen la Lilia greument. Per sort, la capitana Simone, una escriba que és al poble per fer un estudi de la zona, arriba a temps per salvar-la.                                               |                      | |                         |                          |
| 5 | 5                    | La cursa dels Monsties Otomon Rēsu (オトモンレース)                                                    | 30 d'octubre de 2016    | 17 d'abril de 2019       |
| Els avis del poble proposen que es torni a fer la Cursa dels monsties, una competició per als riders novells i els seus monsties, perquè demostrin les seves habilitats i la compenetració que han aconseguit desenvolupar fins al moment. Però el vincle amb els monstres no és l'única cosa important, per a un rider, i els problemes de l'entorn també es faran notar en aquesta diada de festa al poble de Hakum.                          |                      | |                         |                          |
| 6 | 6                    | La missió de l'ou d'or Kin no Tamago Kuesuto (金の卵クエスト)                                          | 6 de novembre de 2016   | 17 d'abril de 2019       |
| El Cheval i el Lute van a buscar un ou d'or de gargwa. El Cheval el vol per cuinar un suflé especial per fer content el Lute, però ell no ho sap i ven l'ou a la botiga. En veure el disgust del Cheval s'endinsa al bosc per buscar-ne un altre i allà pateix un accident. Sort que el Cheval i el Ratha sempre són al seu costat quan els necessita.                                                                                          |                      | |                         |                          |
| 7 | 7                    | Tal com feia la mama Dorinko wa Mama no Aji (ドリンコはママの味)                                       | 16 de novembre de 2016  | 18 d'abril de 2019       |
| Els pares del Den-Den i la Lin-Lin Kometa, uns germans bessons molt entremaliats de Hakum, són comerciants i sovint han de sortir de viatge per anar a comprar provisions pel seu poble. I quan se'n van, acostumen a deixar sols els seus dos fills. Sense els seus pares, els dos germans se senten sols i comencen a fer bromes pesades a tothom, i no se'n lliuren ni els monsties, cosa que els posa en un greu perill.                    |                      | |                         |                          |
| 8 | 8                    | El navirou enamorat Nabirū no Koi (ナビルーの恋)                                                       | 20 de novembre de 2016  | 18 d'abril de 2019       |
| Al poble arriba la senyora Rosa, una venedora ambulant de roba i complements. Tothom està engrescat amb les mercaderies que li poden comprar. Però el que queda més impressionat de tots és el Navirou, amb l'ajudant de la venedora. Se n'enamora tant que deixa el poble i els seus amics per viure-hi una gran història d'amor però, al cap de pocs quilòmetres, l'atac d'un monstre canvia el curs dels esdeveniments.                      |                      | |                         |                          |
| 9 | 9                    | La força del Dan i del Silva DSZ (Dan to Shiruba no Zekkōchō!) (DSZ～ダンとシルバのゼッコーチョー！～) | 27 de novembre de 2016  | 23 d'abril de 2019       |
| El Dan és l'únic home jove del poble amb prou experiència per fer tota mena de feines i encàrrecs, però no sempre havia estat així. Quan era jove tenia un company de la seva edat, el Silva, que el superava en tots els aspectes. Però va marxar perquè volia ser mariner i el Dan es va quedar, mirant de fer bon servei a la comunitat, ara tots els riders el valoren molt.                                                                |                      | |                         |                          |
| 10 | 10                   | Mal averany Saiyaku no Yochō (災厄の予兆)                                                              | 4 de desembre de 2016   | 24 d'abril de 2019       |
| Els riders novells simulen un combat amb monsties per millorar el seu nivell, però de sobte s'alça un vent molt fort que trenca les aspes d'un molí i causa altres desperfectes al poble. Els riders ajuden a arreglar-lo, però també aprenen a cohesionar-se com a grup. Això els permet col·laborar i entendre's millor a la pròxima emergència. Però al mestre Omna i al Dan els amoïna el que anuncien aquestes ventades.                   |                      | |                         |                          |
| 11 | 11                   | Abans de la tempesta Arashi no Mae (嵐の前)                                                            | 11 de desembre de 2016  | 25 d'abril de 2019       |
| Tot el poble de Hakum està amoïnat per la foscor que s'escampa pels boscos del voltant, per això acorden sortir a investigar-ne els canvis. La Lilia demana al Lute i al Cheval que l'acompanyin per fer-ne un informe i enviar-lo a la Simone i, sense voler, van a parar davant del gravat de Redan, on aprenen coses sobre el passat, sobre la Pesta Negra i sobre els pares del Lute.                                                       |                      | |                         |                          |
| 12 | 12                   | L'atac del Nargacuga Narugakuruga Shūrai (ナルガクルガ襲来)                                            | 18 de desembre de 2016  | 26 d'abril de 2019       |
| Un monstre infectat per la Plaga Negra ataca desbocat el poble de Hakum. Els riders miren de contenir-lo, evitar que destrossi les cases i que faci mal als habitants, però fallen en el primer intent. Llavors els riders novells s'han d'encarregar de la segona estratègia de protecció: fer caure el nargacuga infectat a una trampa. Però aquest intent d'aturar-lo tampoc no funciona i el monstre acaba causant danys irreparables.      |                      | |                         |                          |
| 13 | 13                   | El naixement d'una Rathian Rioreia Tanjō! (リオレイア誕生！)                                           | 25 de desembre de 2016  | 29 d'abril de 2019       |
| El Cheval fa néixer la rathian enmig de l'atac del nargacuga. El Lute i el Ratha aconsegueixen fer-lo fugir, però tothom sap que pot tornar en qualsevol moment. L'escriba Simone recomana al mestre Omna que es protegeixin com sigui, però tan sols queden dos riders novells i els seus monsties en condicions de lluitar. El Cheval, el Lute, la Mil i el Hyoro decideixen sortir sols a buscar el monstre empestat.                        |                      | |                         |                          |
| 14 | 14                   | Combatem la plaga negra Tachimukae! Kuro no Kyōki! (立ち向かえ！黒の凶気！)                            | 8 de gener de 2017      | 30 d'abril de 2019       |
| El Lute, el Cheval, la Mil i el Hyoro van tots sols, sense permís dels adults, a lluitar contra el nargacuga empestat de Plaga Negra i que ha fet grans destrosses a Hakum. Tot i que el Lute ha de deixar el seu monstie a casa, perquè es recuperi, no dubte ni un moment a organitzar un atac amb els seus amics contra el temible nargacuga.                                                                                                |                      | |                         |                          |
| 15 | 15                   | Comença el viatge Tabidachi no Hi (旅立ちの日)                                                         | 15 de gener de 2017     | 1 de maig de 2019        |
| Els joves riders decideixen marxar del poble per anar a buscar la manera d'aturar la Plaga Negra. Entre tots busquen un ou de monstre per fer-lo obrir i convertir-lo en el nou monstie del Lute. A partir d'ara establirà el vincle amb un velocidrome, que és un tipus de monstre molt ràpid. Però abans de marxar, tots cinc han de passar el Ritual de purificació, que els convertirà definitivament en riders.                            |                      | |                         |                          |
| 16 | 16                   | El secret de l'Avinia Ayuria no Himitsu (アユリアの秘密)                                               | 22 de gener de 2017     | 2 de maig de 2019        |
| El Lute i els seus companys ja han sortit de Hakum per anar a la ciutat i veure món. Al peu de la Serra Àrtica s'adonen que han de portar aliments suficients per la travessia, per això abans d'aventurar-se a pujar a les muntanyes gèlides, decideixen recollir tot el menjar que puguin. Sense voler el Lute i el Navirou se separen del grup i acaben perdent-se, fins que es topen amb una misteriosa noia que està molt malferida.       |                      | |                         |                          |
| 17 | 17                   | El mestre de les endevinalles Nazonazo Jīsan Tōjō! (なぞなぞじいさん登場！)                            | 29 de gener de 2017     | 3 de maig de 2019        |
| El Lute i el Navirou passen la nit al balneari del Mestre de les endevinalles, però l'endemà no poden marxar perquè han de pagar la seva estada treballant. Mentrestant, la resta de la colla troba un caçador que els ajuda i que els ofereix un regal que els permetrà conèixer per fi el wyverià de la Serra àrtica. L'Avinia li demana que curi el seu monstie i tots continuen el seu viatge.                                              |                      | |                         |                          |
| 18 | 18                   | Benvinguts a Gildegaran Tōchaku! Girudekaran (到着！ギルデカラン)                                      | 5 de febrer de 2017     | 6 de maig de 2019        |
| Els jove riders de Hakum arriben a la gran ciutat de Gildegaran. Allà tot és més gran i diferent, per sort el Cap del Consell dels caçadors els rep amb els braços oberts i els explica les coses més bàsiques que han de saber d'aquest nou entorn. La Lilia troba la capitana Simone dels escribes i el Cheval no perd l'ocasió de deixar un altre monstre empestat fora de combat.                                                           |                      | |                         |                          |
| 19 | 19                   | L'atac del Nerscylla Kyūshū! Nerusukyura (急襲！ネルスキュラ)                                          | 12 de febrer de 2017    | 7 de maig de 2019        |
| En Lute i el Navirou s'adormen i no poden anar de missió amb els seus amics. Per postres, el Navirou s'ha gastat tots els diners que tenien i es queden sense alberg ni menjar. Per sort, aconsegueixen llogar una habitació a casa del caçador Reverto i el Conseller en cap els permet sortir a fer una missió per guanyar experiència i diners. Ara, per acabar-la bé necessitaran l'assistència del Reverto.                                |                      | |                         |                          |
| 20 | 20                   | La llegenda de Vila pota Nikukyū Mura no Densetsu (ニクキュー村の伝説)                                 | 19 de febrer de 2017    | 8 de maig de 2019        |
| El Lute, el Navirou i la Lilia van a buscar un possible mineral de vincle. Pel camí troben un poble de felynes i el Navirou en coneix un de molt diferent que li explica que ell formava part d'un grup que es diu Els Números. El Navirou no se'l creu perquè no se'n recorda de res. Però aconsegueix fer-se membre del poble i el Lute troba un ou nou de monstie.                                                                           |                      | |                         |                          |
| 21 | 21                   | Barroth, el drac cataclisme Dosha Ryū Boruborosu!! (土砂竜ボルボロス！！)                              | 26 de febrer de 2017    | 9 de maig de 2019        |
| El Lute i tota la colla reben una missió de part dels escribes perquè vagin a comprovar si un fenomen de desertificació creixent té res a veure amb la Plaga Negra. Quan arriben al desert, un monstre els ataca i el Cheval reacciona volent-lo matar directament. El Lute impedeix que ho faci, però abans que ell i la Lilia el portin al Consell de caçadors, el doctor Manelger el roba.                                                   |                      | |                         |                          |
| 22 | 22                   | SOS desert Sabaku kara no Kyūen Irai (砂漠からの救援依頼)                                              | 5 de març de 2017       | 10 de maig de 2019       |
| Quan el Lute, la Lilia i el Navirou arriben a Oasum no són gaire ben rebuts pel capità dels caçadors, però aconsegueixen parlar amb els refugiats i de seguida comproven que les arenes movedisses continuen creixent i que són plenes de monstres empestats. Aleshores reben l'atac d'un cephadrome afectat per la Plaga negra i els riders demostren a tothom què poden arribar a fer amb el seu vincle amb els monsties.                     |                      | |                         |                          |
| 23 | 23                   | El lament del monstre banyut Tsunoryū Dōkoku (角竜慟哭)                                                | 12 de març de 2017      | 13 de maig de 2019       |
| El Dan i els altres riders adults, acompanyats del Gamigami, es dirigeixen al desert a buscar el grup del Lute que està de missió, després d'haver sentit els rumors que corren sobre els dracs empestats per la Plaga Negra que volten per aquella zona. Allà també coneixeran el mestre Nolma, que excepcionalment compartirà amb ells una informació secreta molt important que en el fons servirà per unir-los.                             |                      | |                         |                          |
| 24 | 24                   | Drac del Cel i drac de la Terra Sora no Hiryū, Riku no Hiryū (空の飛竜、陸の飛竜)                      | 19 de març de 2017      | 14 de maig de 2019       |
| Un cop a Gildegaran, la Lilia es desperta i ja es troba millor. La diferència d'opinions entre el Lute i el Cheval es fa cada cop més evident i sembla que el lligam entre ells dos s'hagi esquerdat profundament. Però tots els riders estan d'acord a tornar al desert, combatre el diablos empestat i seguir investigant la Plaga negra. I el Lute ho podrà fer acompanyat del seu estimat Ratha.                                            |                      | |                         |                          |
| 25 | 25                   | El diabòlic Diablos, el drac banyut Shitō! Tsunoryū Diaburosu! (死闘！角竜ディアブロス！)              | 26 de març de 2017      | 15 de maig de 2019       |
| En aquest episodi, el Lute i els seus amics s'enfronten amb un monstre enorme i molt perillós que s'anomena diablos. És un dels monstres empestats per la plaga negra, que l'ha fet embogir. La rivalitat entre el Lute i el Cheval no para de créixer, fins al punt que els seus camins s'acaben separant d'una manera molt trista, però el Lute confia que algun dia podrà recuperar la relació amb el seu amic de l'ànima.                   |                      | |                         |                          |
| 26 | 26                   | El drac blanc misteriós Nazo no Shiroi Ryū (謎の白い竜)                                                | 2 d'abril de 2017       | 16 de maig de 2019       |
| Segons el Conseller en cap, el Lute necessita un monstre blanc per poder eliminar la Plaga negra. Aquest monstre només surt a les llegendes, però el Debli presenta el seu professor al Lute i al Navirou i ell els assegura que sap on trobar-ne un ou. Quan veuen que és fals, el Lute i el Navirou decideixen anar cap al volcà Dovan, a buscar un altre mineral de vincle.                                                                  |                      | |                         |                          |
| 27 | 27                   | Els records del volcà Dovan Dovan Kazan no Kioku (ドヴァン火山の記憶)                                  | 9 d'abril de 2017       | 17 de maig de 2019       |
| El Navirou i el Lute arriben al peu del volcà Dovan i allà hi troben en Debli venent braçalets fets amb pedra de vincle artificial. Tots tres pugen al volcà i entren en una cova per veure si hi troben el mineral de vincle. A dins de la cova, però, hi ha el doctor Manelger, l'Itsy-Bits i un altre monstre mecanitzat. Els tres amics han caigut a la seva trampa.                                                                        |                      | |                         |                          |
| 28 | 28                   | Endavant, números! Susume! Nanbāzu! (進め！ナンバーズ！)                                               | 16 d'abril de 2017      | 20 de maig de 2019       |
| El doctor Manelger llença literalment el Lute, el Debli i el Navirou al soterrani de les escombraries. Allà el Navirou troba el grup dels Números, del qual ell en forma part. Però és incapaç de recordar res del seu passat, dels seus antics amics i encara menys del pla que havien maquinat per escapar-se d'aquell lloc tan pestilent. |                      | |                         |                          |
| 29 | 29                   | El drac del mar de foc Hi no Umi ni Sumu Ryū (火の海に棲む竜)                                          | 23 d'abril de 2017      | 21 de maig de 2019       |
| Els Números, el Lute i el Debli van a buscar el doctor Manelger, però es troben que ja els espera amb un monstre mecanitzat just a sota d'un mineral de vincle empestat per la Plaga negra. Entre tots lluiten per sortir-ne vius i purificar el mineral, però el volcà entra en erupció i tot es complica. El Lute s'adona horroritzat que el Ratha també està empestat i llavors arriba el Cheval.                                            |                      | |                         |                          |
| 30 | 30                   | Camins separats Ketsubetsu no Toki (決別の時)                                                          | 30 d'abril de 2017      | 22 de maig de 2019       |
| En aquest episodi de les Històries dels Caçadors de Monstres, el Lute s'ha d'enfrontar amb l'enemic més temible de tots, el Cheval, el seu amig i germà, que ha triat un camí d'odi i extermini contra els monstres i no entén que el poder del vincle té la capacitat de curar la Plaga Negra i també els monstres empestats. |                      | |                         |                          |
| 31 | 31                   | Ser el bosc, ser la bèstia Mori to Nari Kemono to Nare (森となり獣となれ)                              | 7 de maig de 2017       | 23 de maig de 2019       |
| El Lute i el Navirou se'n van de missió amb el caçador de monstres Reverto. Han d'entrar en una mina suposadament maleïda per un fantasma i guardada per un monstre mecanitzat dels que esclavitza el doctor Manelger. Dins de la cova hi trobaran més sorpreses de les que s'esperaven. Després, una antiga amistat del Navirou els demanarà que l'acompanyin al seu poble per ajudar-la a lluitar contra la Plaga negra.                      |                      | |                         |                          |
| 32 | 32                   | Atac aeri mortal Ryūto Chinbotsu? Kūchū Daikessen! (リュート沈没？空中大決戦！)                        | 14 de maig de 2017      | 24 de maig de 2019       |
| El Lute i tota la colla decideixen anar a l'illa de Naubaka per ajudar la Pansy i el seu poble del que sembla, també, la Plaga negra. Però tots els vaixells que hi anaven han desaparegut i ara no hi ha ningú que hi vulgui viatjar. Per sort, troben el capità Bandit, un home que està disposat a córrer perill per ajudar-los i que farà el que calgui perquè arribin a l'illa.                                                            |                      | |                         |                          |
| 33 | 33                   | El corb-llop contraataca Kokurōchō no Gyakushū (黒狼鳥の逆襲)                                          | 21 de maig de 2017      | 27 de maig de 2019       |
| Després de moltes aventures i esforços, el Lute i els seus companys arriben a l'illa de Naubaka, d'on és originària la Pansy. Allà el Navirou es retroba amb la mestra Mallerie, que li explica la difícil situació per la que estan passant els habitants de l'illa per culpa de la Plaga Negra que els ha empestat els conreus. Però també es troba un parell d'amics que, per culpa d'un malentès del passat, no paren de fer-li la punyeta. |                      | |                         |                          |
| 34 | 34                   | Acordonem la platja irisada Reinbō Bīchi o Fūsa Seyo! (レインボービーチを封鎖せよ！)                   | 28 de maig de 2017      | 28 de maig de 2019       |
| A l'illa de Naubaka la natura també s'ha començat a enfosquir. El Lute i l'Avinia volen buscar si hi ha mineral de vincle, però el Navirou i els altres estan més capficats a descobrir el misteri del robatori d'un pes d'adobar molt antic que s'ha fet servir des de fa molt de temps per fer els tradicionals cogombres adobats de l'illa. Entre tots descobriran on poden ser totes dues coses.                                            |                      | |                         |                          |
| 35 | 35                   | L'ou de drac blanc Shiroki Ryū no Tamago (白き竜のタマゴ)                                              | 4 de juny de 2017       | 29 de maig de 2019       |
| La capitana Simone, la Lilia, el Lute i el Navirou van d'expedició a buscar el poble del llegendari heroi Redan. Pensen que allà hi trobaran alguna pista sobre el drac blanc. I, efectivament, hi troben un gravat amb algunes pistes i un arbre enorme que guarda un ou blanc. Però just abans de fer-lo obrir, el Lute dubta i el doctor Manelger ho aprofita per jugar-li una mala passada.                                                 |                      | |                         |                          |
| 36 | 36                   | La gran persecució del Manelger Manerugā Hakase wo Oe! (ネルガー博士を追え！)                          | 11 de juny de 2017      | 30 de maig de 2019       |
| El Lute i el Navirou segueixen la pista que els han donat els escribes per buscar el doctor Manelger. Volen recuperar l'ou de drac blanc que els va robar just abans de poder-lo fer obrir. Però al poble del desert on s'ha vist l'aeronau del Manelger no hi troben ni el doctor ni l'Itsy-Bits, sinó un caçador furtiu fent una missió precisament per despistar-los. Mentrestant, el Cheval tampoc no pot obrir l'ou.                       |                      | |                         |                          |
| 37 | 37                   | Tornen els problemes a Hakum Hakumu Mura no Kiki, Futatabi! (ハクム村の危機、再び！)                   | 18 de juny de 2017      | 31 de maig de 2019       |
| El Lute, la Lilia i el Navirou arriben a Hakum i tothom els rep molt content. Però de seguida es reuneixen amb el mestre Omna i, temps d'assabentar-se que hi ha un segon mineral de vincle al seu poble, el doctor Manelger i el seu ajudant Itsy-Bits proven de trencar-lo i s'empesta amb la Plaga negra. Per sort, el Lute l'aturarà a temps i purificarà de nou el mineral.                                                                |                      | |                         |                          |
| 38 | 38                   | El ramet de flors Chīsana Hanataba (小さな花束)                                                        | 25 de juny de 2017      | 3 de juny de 2019        |
| El Cheval aprofita la seva visita al poble de Hakum per dir-li al Lute com se sent i per què està tan enfadat amb ell. La seva visió del vincle amb els monsties i amb els altres riders és molt diferent i això fa que tots els seus amics estiguin tristos. La seva ràbia el porta a atacar el Lute i el Ratha, però la Rathi s'hi acaba negant.                                                                                              |                      | |                         |                          |
| 39 | 39                   | La torre de les il·lusions Shiren! Shinkirō no Tō e (試練！蜃気楼の塔へ)                               | 2 de juliol de 2017     | 4 de juny de 2019        |
| A la Torre de les il·lusions el Lute s'haurà d'enfrontar a un dels pitjors moments de la seva vida, una vegada i una altra, fins que entengui què és realment el poder del vincle i s'adoni d'on es va equivocar en el passat, per actuar millor de cara al futur. Per sort, no hi entra sol, l'acompanyen l'Avinia i el Navirou. Al sortir el mestre Omna li farà un gran regal.                                                               |                      | |                         |                          |
| 40 | 40                   | Brachydios, el destructor Gekimetsu no Burakidiosu (撃滅のブラキディオス)                              | 9 de juliol de 2017     | 5 de juny de 2019        |
| El Lute acompanya el Reverto a una missió encarregada per la capitana Simone que té com objectiu matar un monstre anomenat Brachydios, el destructor. Es tracta d'un monstre furibund d'una força extraordinària que, a més a més, és víctima de la Plaga Negra. Però el Lute desconeix que l'expert caçador ja s'ha enfrontat a aquest monstre moltes vegades però que mai l'ha pogut vèncer i que entre ells s'ha creat una mena de vincle.   |                      | |                         |                          |
| 41 | 41                   | Torna el Nargacuga Narugakuruga Futatabi (ナルガクルガ再び)                                            | 16 de juliol de 2017    | 6 de juny de 2019        |
| El grup del Cheval, la Mille i el Hyoro continuen buscant monstres empestats per eliminar-los i que no facin mal a ningú. Però el Cheval s'ha obsessionat tant en això, que ja no té en compte ni els seus amics, ni els seus monsties, ni si els monstres que troba estan empestats, o no. La Mille i el Hyoro decideixen deixar-lo sol. I ell se'n va a trobar el Manelger.                                                                   |                      | |                         |                          |
| 42 | 42                   | Els números es retroben Nanbāzu, Zenin Shūgō! (ナンバーズ、全員集合！)                                 | 23 de juliol de 2017    | 7 de juny de 2019        |
| El Navirou i el Lute van al mont Rhyz a buscar un mineral de vincle i allà hi troben els Números, que hi han anat seguint el doctor Manelger i el seu ajudant, que hi han anat buscant el Cheval. Però el Cheval no hi ha aparegut i els dos ous de drac blanc que ha fabricat l'Itsy-Bits per evitar que algú els robés l'ou autèntic també han provocat molta confusió.                                                                       |                      | |                         |                          |
| 43 | 43                   | El bosc de la confusió Mayoi no Mori (迷いの森)                                                        | 30 de juliol de 2017    | 10 de juny de 2019       |
| La Mille i el Hyoro van a trobar el Lute i la Lilia després de deixar el Cheval. Tots plegats (i el Navirou), decideixen anar a buscar un mineral de vincle que hi ha a l'ombra del mont Rhyz. El Debli també s'apunta a acompanyar-los, amb el seu monstie Gran Poogie. Però quan entren al Bosc de la confusió se senten perduts. Sort que apareixen un parell d'amics per ajudar-los.                                                        |                      | |                         |                          |
| 44 | 44                   | Una trobada mística amb el Kirin Makafushigi! Genjū Kirin to no Sōgū (摩訶不思議！幻獣キリンとの遭遇)  | 6 d'agost de 2017       | 11 de juny de 2019       |
| El Lute acompanyat de la Lilia, el Debli i per descomptat del Navirou, entren al Bosc de la Confusió, on inesperadament el Lute té una trobada amb un Kirin, un misteriós drac antic que té el do de dominar els llampecs i la missió de protegir el preuat mineral de vincle que hi ha en aquell bosc. |                      | |                         |                          |
| 45 | 45                   | El Deviljho del Mont Celion Serionzan no Kyōbōryū (セリオン山の恐暴竜)                                 | 13 d'agost de 2017      | 12 de juny de 2019       |
| La Lilia descobreix un gravat que indica el lloc exacte dels set minerals de vincle. Aleshores s'adonen que només els falta trobar-ne un i el Lute i els seus amics, més la capitana Simone, el Reverto i la Fahali, decideixen anar-lo a buscar. Però el doctor Manelger i el Cheval els avancen i aconsegueixen obrir l'ou de drac blanc combinant la mecapedra amb la pedra de vincle del Cheval.                                            |                      | |                         |                          |
| 46 | 46                   | Ha nascut el llegendari Drac Blanc Tanjō! Densetsu no Shiroki Ryū (誕生！伝説の白き竜)                 | 20 d'agost de 2017      | 13 de juny de 2019       |
| El Cheval ha aconseguit obrir l'ou de drac blanc amb la mecapedra del doctor Manelger i s'ha convertit en el nou Redan, però el vincle que ha establert amb el drac es trenca de seguida. El monstre que semblava la salvació de la Plaga negra es converteix en la temuda Por negra de les llegendes. Però el disgust i la tornada de la Rathi faran que el Cheval recuperi el seny.                                                           |                      | |                         |                          |
| 47 | 47                   | L'hora de la veritat - El terror negre! Kessen! Saikyō no Kuro (決戦! 最凶の黒)                        | 27 d'agost de 2017      | 14 de juny de 2019       |
| El Lute, el Navirou i el Debli pugen dalt de les ruïnes Zalam per arribar al mineral de vincle que malauradament ja està en poder de la Plaga Negra. El drac blanc ara convertit en el Terror Negre per obra de la plaga va guanyant poder i força cada minut que passa. Les possibilitats de salvar el món de la terrible Plaga Negra són mínimes, però el Lute no perd l'esperança, fins que el Ratha, el seu monstie, queda empestat.        |                      | |                         |                          |
| 48 | 48                   | Un miracle blanc Shiroi Kiseki (白い奇跡)                                                              | 3 de setembre de 2017   | 17 de juny de 2019       |
| El Lute i el Ratha continuen lluitant contra l'immens Terror Negre, que està completament desfermat i fora de si, fent servir tots els atacs de vincle possibles, fins que el Lute s'adona que encara no ha fet servir l'arma més poderosa que té i que li pot donar una força extraordinària i invencible: el poder del vincle. |                      | |                         |                          |

### 2a temporada
Opening japonès: Bokura Kyou mo Ikiteiru (en la versió catalana la cançó es manté en japonès tot i que amb el to més agut)
- Intèrpret: Johnny's WEST

| Núm. total | Núm. de la temporada | Títol | Data d'emissió original | Data d'emissió en català |
| --- | -------------------- | --- | ----------------------- | ------------------------ |
| 1 | 49                   | L'atac dels Riders Foscos Shūrai! Burakku Raidāzu! (襲来！ブラックライダーズ！)                                 | 17 de setembre de 2017  | 18 de juny de 2019       |
| Han vençut la Plaga negra i ha tornat la llum al món. Però ara un grup de riders foscos ha segrestat l'Avinia. El Lute vol marxar de seguida a rescatar-la, però el mestre Omna li demana prudència. Aleshores, l'atac d'un dels riders foscos a Hakum descobreix que són genets amb un poder extraordinari. Per lluitar-hi, el Lute i els altres hauran d'anar a veure el canalitzador i fer-se més forts.                    |                      | |                         |                          |
| 2 | 50                   | Un enigma poderós i perillós Tsuyokute abunai nazo no yatsu (強くて危ない謎の奴)                                | 24 de setembre de 2017  | 19 de juny de 2019       |
| El Lute i gairebé tots els riders de Hakum es dirigeixen cap a la regió de Darj, a buscar el canalitzador. Segons el mestre Omna, allà han d'aprendre què és el ritual de canalització. Pel camí, però, el Galerna els ataca i els riders més grans van caient sota el seu poder i li han d'entregar les pedres de vincle. Només el Lute, el Cheval i la Lilia amb alguns Números aconsegueixen escapar-se.                    |                      | |                         |                          |
| 3 | 51                   | El narcisisme màxim de l'Orat Kūzenzetsugo no Narushisuto!? Maddo Kenzan! (空前絶後のナルシスト!? マッド見参！) | 1 d'octubre de 2017     | 20 de juny de 2019       |
| El segon rider fosc que es presenta al poble de Hakum és l'Orat. El seu monstie també ha passat pel ritual de canalització i té els poders del gel, per això la Mille i el Hyoro són incapaços d'aturar-lo. Però de sobte reben l'ajuda del petit Nariki, que amb una idea molt astuta aconsegueix fer-lo fugir. Mentrestant, el Lute i els altres veuen un ritual de canalització al refugi del mestre Didi.                  |                      | |                         |                          |
| 4 | 52                   | L'Obaga, la ninja del bosc Mori no Ninja, Shadō Sanjō! (森の忍者、シャドウ参上！)                               | 8 d'octubre de 2017     | 21 de juny de 2019       |
| El Cheval i el Cryo se separen de la Lilia i la Fifi per anar a buscar l'Avinia. Pel camí, troben un vell rider que els converteix immediatament en els seus deixebles i els fa anar fins al seu poble. Mentre són allà, apareix l'Obaga, que és un dels membres dels riders foscos, una guerrera ferotge i molt ràpida que ja ha robat moltes pedres de vincle per aquella zona.                                              |                      | |                         |                          |
| 5 | 53                   | Corre, corre, Velocidrome! Ganbare! Dosu Ranposu! (がんばれ！ドスランポス！)                                    | 15 d'octubre de 2017    | 29 de juny de 2019       |
| Un rider fosc anomenat Fúria es presenta al poble de Hakum per robar la pedra de vincle del Lute. Però la primera persona que troba, just abans d'arribar-hi, és el Nariki, que juntament amb el seu monstie velocidrome i el seu nou entrenador, el Beats, miraran d'evitar que entri al poble i faci mal a ningú. Finalment, amb una mica d'astúcia i de sort, aconsegueixen que el rider fosc giri cua.                     |                      | |                         |                          |
| 6 | 54                   | Per l'Avinia! Ayuria no Tame ni! (アユリアの為に！)                                                             | 22 d'octubre de 2017    | 29 de juny de 2019       |
| El Debli pateix molt per l'Avinia i té moltes ganes d'anar a rescatar-la. Està disposat a tot, fins i tot a aconseguir la gemma de vincle per ser més fort i enfrontar-se als riders foscos. Però, com tots els seus amics, primer haurà de passar un entrenament especial, per omplir la gemma amb poders d'altres monstres. La Mille i el Hyoro també van a la Serra àrtica per passar aquest procés.                        |                      | |                         |                          |
| 7 | 55                   | El Ratha Llampec Raikō no Reusu (雷光のレウス)                                                                  | 29 d'octubre de 2017    | 30 de juny de 2019       |
| El Lute i el Navirou ja s'han entrenat molt a la Serra àrtica i decideixen anar a buscar el Kirin. Prop de les ruïnes del Redan, troben el drac antic i el convencen perquè els ompli la gemma de vincle amb els seus poders. De tornada, ensopeguen amb el Fúria, dels genets foscos, però són capaços de lluitar-hi i guanyar-lo gràcies al ritual de canalització i al nou poder del llamp.                                 |                      | |                         |                          |
| 8 | 56                   | El vincle fred s'escalfa Kūru de Hotto na Kizuna (クールでホットな絆)                                           | 5 de novembre de 2017   | 30 de juny de 2019       |
| El Cheval i el Cryo han d'anar a buscar un monstre que vulgui cedir-los els seus poders. El camí per la Serra àrtica és difícil, però els serveix d'entrenament per fer-se més forts i, sobretot, per enfortir el vincle entre ells dos. Finalment, arriben a un poble abandonat i un barioth ferit els omple la gemma de vincle. Un cop fet el ritual de canalització, la Rathi obté el poder del gel.                        |                      | |                         |                          |
| 9 | 57                   | No és fàcil ser tinent Fukutaichō wa tsurai yo (副隊長はつらいよ)                                               | 12 de novembre de 2017  | 6 de juliol de 2019      |
| El tinent Pappan, dels escribes reials, acompanya a la Lilia i a la Fifi a investigar una pista sobre els Riders foscos. Descobriran que a l'antic poble de l'Avinia, Quon, s'hi guardava un secret sobre les pedres de vincle, que és el que persegueixen els que la tenen segrestada. El mateix cap dels Riders foscos l'hi fa saber a la noia, però ella no recorda res del seu poble.                                      |                      | |                         |                          |
| 10 | 58                   | La pudor letal del Navirou Nabirū Onara Daisakusen (ナビルーおなら大作戦)                                       | 19 de novembre de 2017  | 6 de juliol de 2019      |
| Per tenir més possibilitats de trobar l'Avinia, el Lute i el Cheval agafen camins diferents. De seguida, el Lute i el Navirou es troben l'Itsy-bits i el doctor Manelger i amb ells fan un descobriment ben curiós: uns bolets especialment pudents per a la nova capacitat del Navirou de tirar-se pets com un congalala. Després, a Vilapota, tots dos tindran l'ocasió de mantenir la seva fama d'herois entre els felynes. |                      | |                         |                          |
| 11 | 59                   | Foscor i vincle Yami to Kizuna to (闇と絆と)                                                                    | 26 de novembre de 2017  | 7 de juliol de 2019      |
| El Cheval i el Cryo van al desert de Trese per buscar-hi indicis dels Riders foscos. Però el Cheval hi té un altre tema del passat pendent: disculpar-se amb el nargacuga que va maltractar quan volia aturar la Plaga negra desesperadament. També haurà de lluitar altre cop contra l'Obaga, i això li servirà per descobrir el secret sobre la seva doble i per enfortir l'equip que forma amb el Cryo.                     |                      | |                         |                          |
| 12 | 60                   | Torna la cursa de Monsties Otomon Rēsu, Futatabi! (オトモンレース、再び！)                                      | 3 de desembre de 2017   | 7 de juliol de 2019      |
| Els vells del poble de Hakum han decidit que cal fer una altra cursa de monsties per pujar la moral dels riders veterans i de la població de Hakum en general. Per això convoquen tots els riders a tornar i a fer la cursa. Però a mig recorregut, apareix el rider fosc Fúria i ataca els participants. Mentre els riders lluiten contra ell, el Debli continua la cursa i l'acaba guanyant.                                 |                      | |                         |                          |
| 13 | 61                   | El gran retorn del doctor Manelger Fukkatsu? Manerugā Hakase! (活？マネルガー博士！)                            | 10 de desembre de 2017  | 13 de juliol de 2019     |
| L'Itsy-Bits va a buscar els Números a Hakum perquè l'ajudin amb el doctor Manelger, que segons ell ha caigut en un estat de tristesa i depressió. Ells només accepten d'anar-hi perquè els diu que potser sabrà alguna cosa d'on tenen l'Avinia els Riders foscos. Un cop són a casa del científic, veuen que encara queda un monstre mecanitzat i li exigeixen que el desmecanitzi, cosa que farà reaccionar el doctor.       |                      | |                         |                          |
| 14 | 62                   | El Lute contra el Galerna Ryūto VS Geiru Futatabi! (リュートVSゲイル再び！)                                     | 17 de desembre de 2017  | 13 de juliol de 2019     |
| El Lute i el Navirou se separen per anar a buscar l'Avinia o alguna pista que els permeti descobrir on la tenen segrestada els Riders foscos. Però de seguida es troben amb el Galerna i el seu felyne. El Lute es nega a lluitar, mira de parlar-hi perquè li diguin on és la seva amiga i per què l'han segrestat. Sorprenentment, el Galerna li dona part de la informació.                                                 |                      | |                         |                          |
| 15 | 63                   | Operació: Rescatem l'Avinia Ayuria, Kyūshutsu Daisakusen! (アユリア、救出大作戦！)                              | 24 de desembre de 2017  | 14 de juliol de 2019     |
| Per fi, el Lute i els seus amics saben on han d'anar per rescatar l'Avinia. Entre tots pensen un pla de rescat i el porten a terme al peu de la lletra. No tan sols aconsegueixen salvar la seva amiga, sinó que també recuperen algunes pedres de vincle. L'operació és un èxit, en part gràcies a l'ajuda del Galerna. Però el mestre Anvis els demostra que realment té un poder extraordinari.                             |                      | |                         |                          |
| 16 | 64                   | Cap d'any al poble de Hakum Hakumu Mura no Shinnen (ハクム村の新年)                                             | 7 de gener de 2018      | 14 de juliol de 2019     |
| Després de rescatar l'Avinia de la Torre fosca, el Lute i els seus amics, ara sempre acompanyats pels Números, tornen al poble de Hakum a descansar i a celebrar l'Any Nou. L'Avinia els acompanya, és el primer cop que veu el poble, però les atencions de tothom li resulten tan agradables i familiars que se li comencen a despertar records de quan era petita i que ja tenia completament esborrats.                    |                      | |                         |                          |
| 17 | 65                   | El record d'un vincle Kioku no naka no Kizuna (記憶の中の絆)                                                    | 14 de gener de 2018     | 20 de juliol de 2019     |
| Un cop passat el Cap d'Any, el Lute i els seus amics decideixen preparar-se per un possible atac dels Riders foscos. El Lute acompanya l'Avinia a buscar una gemma de vincle per fer el ritual de canalització. Mentre ella busca un monstie, troba el Galerna i li confirma que és el seu germà. El Lute i el Navirou s'enfronten amb l'Orat, però la seva amiga de seguida acudeix a rescatar-los.                           |                      | |                         |                          |
| 18 | 66                   | Ombres bessones Futari no Shadou (二人のシャドウ)                                                               | 21 de gener de 2018     | 20 de juliol de 2019     |
| L'Avinia i el Lute arriben a Hakum, tothom els dona la benvinguda, però l'Avinia se sent avergonyida d'explicar-los que el Galerna és el seu germà. La Loloa troba al bosc l'Obaga, dels Riders foscos, que ha sortit a buscar el Lute i el Cheval abans de passar el Ritual de sobreposició. Ells aconsegueixen fer-la marxar i, un cop a la Torre fosca, el ritual tampoc surt gaire bé.                                     |                      | |                         |                          |
| 19 | 67                   | El pla de l'Anvis Anvisu no Takurami (アンヴィスの企み)                                                         | 28 de gener de 2018     | 21 de juliol de 2019     |
| El Galerna intenta matar el mestre Anvis, però ell ho descobreix gràcies al Notts i el fa tancar a la presó. L'Obaga també hi va a parar per expressar-li la ràbia pel que li va fer a la seva germana. Tancats allà, tots dos estableixen certa complicitat i l'Anvis ho aprofita per forçar al Galerna a tornar a buscar l'Avinia. Mentrestant, a Hakum, tots es preparen per fer front als Riders foscos.                   |                      | |                         |                          |
| 20 | 68                   | L'atac del drac d'acer Kyōshū! Hagane no Ryū! (強襲！鋼の龍)                                                    | 4 de febrer de 2018     | 21 de juliol de 2019     |
| Els riders del poble de Hakum es preparen per l'atac dels Riders foscos. El primer que arriba és el del Galerna. Però ràpidament se'n va i fa arribar un missatge a l'Avinia perquè marxi del poble i s'amagui. Diu que la vol ajudar, però de sobte apareix l'Anvis i s'emporta la noia. El Lute i el Galerna el persegueixen per rescatar-la. Ara ningú sap de part de qui està el Galerna.                                  |                      | |                         |                          |
| 21 | 69                   | L'espia Debli Supai Deburi (スパイデブリ)                                                                       | 11 de febrer de 2018    | 27 de juliol de 2019     |
| El Galerna persegueix l'Anvis, que ha tornat a segrestar la seva germana. El Cheval i el Lute també li van al darrere. Però com que han descobert que ara el Galerna la vol protegir, s'ofereixen a ajudar-lo. L'Orat i el Fúria els intercepten abans d'arribar a la Torre fosca, i el Galerna hi arriba sol. Llavors, el mestre Anvis l'amenaça de matar l'Avinia si no li fa el Ritual de sobreposició.                     |                      | |                         |                          |
| 22 | 70                   | El Rider Anvis Anvisu toiu Raidā (アンヴィスというライダー)                                                     | 18 de febrer de 2018    | 27 de juliol de 2019     |
| El mestre Anvis obliga el Galerna a fer-li el Ritual de sobreposició per convertir-lo en el rider més poderós del món. Per fer-ho, ell mateix confessa que fa uns anys ja va matar els pares dels nois per no haver-li fet bé el ritual i que ara està disposat a matar l'Avinia. Per això el Galerna cedeix i l'hi fa. Després, ell, el Lute i el Cheval el persegueixen.                                                     |                      | |                         |                          |
| 23 | 71                   | L'atac del Kushala Daora Kusharu daora no shingeki (クシャルダオラの進撃)                                       | 25 de febrer de 2018    | 28 de juliol de 2019     |
| L'Anvis s'ha fet més fort i vol ensenyar al món sencer que ara els pot dominar. El Lute i els seus amics estan disposats a aturar-lo com sigui. De moment, han aconseguit que l'Anvis deixés l'atac a Geo-Fulkright, però ara es dirigeix a Gildegaran. Els caçadors i els escribes avisen a tothom perquè es comencin a preparar per l'atac i els dirigents de la ciutat es reuneixen per planejar la defensa.                |                      | |                         |                          |
| 24 | 72                   | El consell de defensa contra el Drac Antic Koryuu bouei taisaku kaigi (古龍防衛対策会議)                        | 4 de febrer de 2018     | 28 de juliol de 2019     |
| L'Anvis es dirigeix cap a la ciutat de Gildegaran amb el seu kushala daora reforçat. Per això la capitana Simone convoca un Consell urgent dels caçadors per organitzar un pla de defensa. Però a cada moment s'hi van afegint reforços de fora de la ciutat: els riders, els felynes i els caçadors d'altres pobles. Perquè tothom vol ajudar a protegir el món de l'amenaça que suposa l'Anvis per a tothom.                 |                      | |                         |                          |
| 25 | 73                   | El descens del Drac d'Acer Maioriru koryuu (舞い降りる鋼龍)                                                     | 11 de febrer de 2018    | 3 d'agost de 2019        |
| L'Anvis arriba a les portes de Gildegaran amb el seu drac d'acer, disposat a arrasar-ho tot. Però tant els escribes, com els caçadors, els riders i els felynes s'han unit per plantar-li cara. Tenen un gran pla per aturar-lo i destruir-lo. Però de seguida veuen que l'han subestimat, l'estratègia de defensa ha fallat i n'hauran de pensar una altra per salvar la seva vida i la de tot el món.                        |                      | |                         |                          |
| 26 | 74                   | Vent, núvols i cançó Kaze to kumo to uta to (風と雲と歌と)                                                      | 18 de febrer de 2018    | 3 d'agost de 2019        |
| L'Anvis està fora de control però no s'ha autodestruït, la ciutat corre un gran perill, l'única manera d'aturar-lo és desfer el Ritual de sobreposició. Però per fer-ho, el sacerdot del ritual ha de tenir el cor net, o també caurà a les tenebres del mal. El Galerna ho intenta i fracassa, però l'Avinia, amb l'ajuda de tot Gildegaran i de tots els seus amics, aconsegueix rescatar-lo i aturar la destrucció.         |                      | |                         |                          |
| 27 | 77                   | El vincle Kizuna (絆)                                                                                           | 25 de febrer de 2018    | 4 d'agost de 2019        |
| L'Anvis ha estat derrotat, ja ha passat el perill. El Lute, el Cheval i l'Avinia porten el Mikhail cap a Hakum i allà es recupera. Tots els altres amics van arribant al poble i trien què volen fer a partir d'ara. El Lute i el Cheval marxen pel seu compte a seguir viatjant, els Números continuen acompanyant els seus riders, i l'Avinia i el Mikhail tornen a Quon per reconstruir-lo.                                 |                      | |                         |                          |